# 坂井芳雄 (陸軍軍人)
坂井 芳雄（さかい よしお、1900年（明治33年）5月14日 - 1981年（昭和56年）7月19日）は、大日本帝国陸軍軍人。最終階級は陸軍少将。

## 経歴
石川県出身。1921年（大正10年）7月、陸軍士官学校第33期卒業。1931年（昭和6年）陸軍大学校第43期卒業。
第4軍高級参謀を経て、1941年（昭和16年）8月、陸軍大佐に進み、同年9月、陸軍大学校教官に転じる。その後、1945年（昭和20年）4月に第51軍参謀長に補され、同年6月に陸軍少将に進んだ。茨城県土浦で本土決戦に備える中終戦を迎えた。
1947年（昭和22年）11月28日、公職追放仮指定を受けた。